# Nocellas
Nocellas (Nocelles en catalán ribagorzano) es un despoblado del municipio de Isábena, comarca de la Ribagorza, provincia de Huesca, Aragón.

## Geografía
Se ubica en el primer tramo del barranco de Bacamorta, muy cerca del pueblo de Merli y a la cabecera del valle del mismo nombre.

## Urbanismo
El pueblo se encuentra dividido en dos barrios de pequeño tamaño conocidos como el bajo y el alto, también conocido como Tozalet, separados por apenas trescientos metros aunque la principal diferencia es la situación del barrio alto sobre un montículo, en donde se encuentran la casa del Baile y la Cuasta.
En el barrio bajo además de encontrarse la casa denominada como del Soltero y la Abadía, también se encuentra la iglesia parroquial de Santa María y la escuela, aunque esta se encuentra un poco más aislada.
Igualmente dentro del núcleo pero más aisladas se encuentran las casas denominadas como Torrueco y Castellaz, que cuenta con una capilla dedicada a San Miguel, construida en el siglo XVII.

## Historia
La primera referencia documental que se tiene de la población es en el 1007, cuando aparece citado en un diploma en el que se refiere a la población como destruida por una algara dirigida por el caudillo Abd al-Málik al-Muzáffar en el 1006, quien también arrrasó las poblaciones de Raluy y la propia Santa Liestra.

había sido destruido por la gente de los sarracenos, quedando reducido a un desierto y la iglesia y los altares violados y derribados

Tras la profanación la Iglesia de Santa María de la población volvió a ser consagrada en el 1023, siendo dotada considerablemente por el abad Galindo de Obarra, consiguiendo posteriormente en el 1212 construir un priorato independiente aunque en el 1295 pasó a depender del priorato de San Vicente de Roda.

## Demografía
En el 1930 alcanzó la mayor población registrada, ya que registró una población de 64 habitantes divididos en seis casas abiertas aunque el núcleo quedó definitivamente despoblado en la década de los sesenta debido a la falta de servicios mínimos de habitabilidad como agua corriente o electricidad.
| 25 | 29 | 43 | 64 | 29 | 25 | 23 | 0 | 0 | 0 | 0 |
| (Fuente: Laglera, Cristian (2021). Despoblados de Huesca. Ribagorza-Litera Tomo 1. Huesca: Editorial Pirineo.) |    |    |    |    |    |    |   |   |   |   |

## Patrimonio

### Iglesia de Santa María y Abadía
La iglesia es un edificio construido con mampostería y refuerzos de sillería en esquinas y vanos de origen románico, siendo la primera noticia documental del templo del 1035  aunque ha sufrido varias reformas que han ido añadiendo elementos de distintos estilos como es la preeminencia de elementos del siglo XVI o la fabrica de la puerta moderna y el pórtico que datan del siglo XIX, mientras que la puerta sur podría ser del siglo XVII o XVIII.
Consta de una nave, dividida en dos tramos por un arco fajón, con capillas laterales iluminadas por una ventana de arco de medio punto con derrame interior y una cabecera poligonal orientada al este, estando la nave y capillas cubiertas con bóveda de cañón. La capilla norte aún mantiene el altar mientras que la sur solo mantiene la base. El muro oeste cuenta con un coro alto, aunque la barandilla y las escaleras de acceso están hundidas.
Tiene dos accesos, de los cuales el más antiguo se encuentra en el lado norte, siendo una pequeña puerta en arco de medio punto con dovelas cortas y gruesas, mientras que el acceso más moderno se encuentra en el muro sur bajo un arco de medio punto, precedido por un pórtico que abre al frente por arco de medio punto y se cubre con bóveda de medio cañón de piedras colocadas de canto.

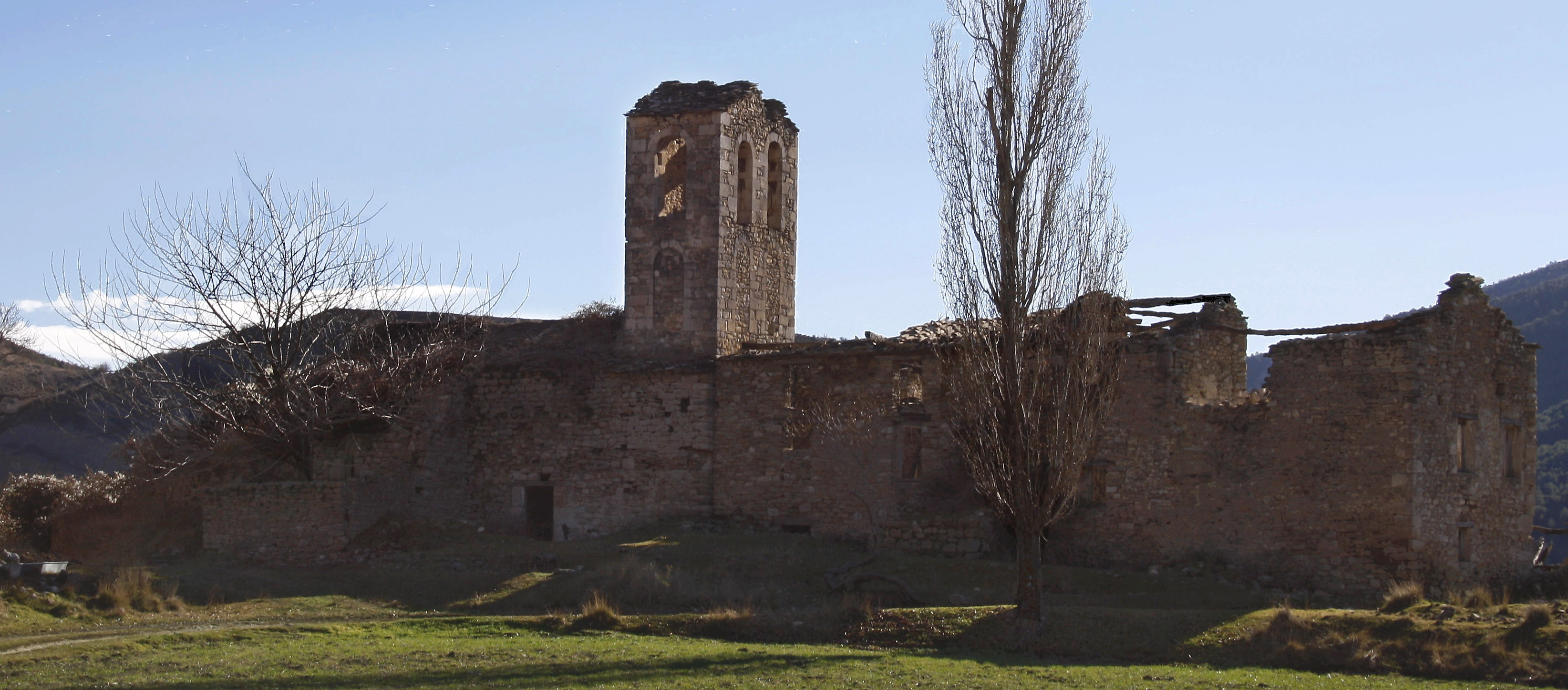
Vista general de la Iglesia de Santa María de Nocellas y de la Abadía-

En la capilla del lado de la Epístola hay una apertura baja en arco de medio punto que da a una pequeña estancia cubierta con cañón que parece haber tenido uso funerario y habría estado cegada, mientras que en el muro norte se abre una sacristía de planta cuadradacubierta con bóveda de cañón y en cuya esquina sudeste conserva una pila incrustada en la pared y en el muro este cuenta con una ventana cuadrada aunque actualmente se puede acceder desde el exterior debido al derrumbe del muro norte.
En el exterior y a los pies se levanta el campanario de torre, en el primer cuerpo se abre una ventana de medio punto dovelada en cada cara menos en la cara oeste que son dos, pero actualmente todas están tapiadas. En el cuerpo superior la distribución de las ventanas es la misma, excepto que no hay en la cara este y todas permanecen abiertas.

## Fiestas
Todos los lunes de Pascua Florida los habitantes realizaban una romería hasta la ermita de la Virgen de los Baños de Abenzoas. La celebración fue abandonada durante varios años hasta que esta fue recuperada por un grupo de amigos y vecinos de los pueblos del alrededor.